# Ahmed Maher (regista)
Ahmed Maher (Il Cairo, 1968) è un regista egiziano.

## Biografia
Si laurea in regia al Cairo, successivamente studia pittura e cinema a Roma dove nel 1992 riceve il Gran Premio di Roma per la creatività artistica cinematografica. Prima di realizzare Al Mosafer, il suo primo lungometraggio, lavora come editor, scrittore e insegnante di cinema in diversi paesi.
È supervisore delle comunicazioni culturali e audiovisive nel mediterraneo (OCCAM) per l'UNESCO e fondatore della casa di produzione ELBEAT. 

## Filmografia
- Melad Ams (1991) - cortometraggio
- Al Rahel ala Warak (1992) - cortometraggio
- Akher il Nahar (1996) - cortometraggio
- Beyout Taht El-Shams (1997) - documentario
- Alamat April (1998) - cortometraggio
- La casa dell'altro (2001) - documentario
- Aghoniyet il Bahr (2001) - documentario
- Kol Youm (2002) - documentario
- Men Baed (2005) - documentario
- Short Cuts (2006) - documentario
- Al Mosafer (2009) - lungometraggio